# Megalithanlage von Ruan
Die Megalithanlage von Ruan (Cloghroenapeastia, irisch Cloch Rua na Péiste, lokal auch als The Giant’s Bed bekannt), liegt im Townland Ruan (irisch An Ruán) in Castleconnell nahe der Straße N7, nördlich von Limerick im County Limerick in Irland.
 
Es sieht aus, als läge die nord-süd-orientierte Platte auf dem Boden, aber es besteht eine Lücke unter dem massiven Stein, und Tragsteine sind ebenfalls vorhanden, so dass die nicht untersuchte Anlage ein Boulder Burial sein könnte. Die Platte ist 2,1 m lang, 1,6 m breit und 0,5 m dick. Sie ist mit kleinen Schälchen bedeckt, und an einer Ecke befindet sich eine Eintiefung in Größe und Form eines Fußes. Kleine Felsbrocken am nördlichen und südlichen Ende sind möglicherweise Lesesteine.